# Andrzej Panufnik
Andrzej Panufnikⓘ (ur. 24 września 1914 w Warszawie, zm. 27 października 1991 w Londynie) – polski i brytyjski kompozytor i dyrygent, który wiele lat życia spędził na emigracji w Wielkiej Brytanii.

## Życiorys

### Dzieciństwo i czas edukacji
Urodził się w Warszawie jako drugie dziecko znanego lutnika Tomasza i Matildy Thones – skrzypaczki pochodzenia angielskiego. Był bratem Mirosława Panufnika. Od najmłodszych lat wykazywał duże zainteresowanie muzyką i kompozycją, pierwsze lekcje fortepianu odbył dzięki swojej babci. Pomimo początkowych sprzeciwów ojca rozpoczął studia w Konserwatorium Warszawskim w klasie perkusji (po niezdanym egzaminie do klasy fortepianu), lecz szybko zmienił specjalizację na kompozycję i teorię muzyki.
Po skończeniu studiów z wyróżnieniem i w krótszym od przewidzianego czasie (1932–1936) kontynuował swoją muzyczną edukację u Feliksa Weingartnera (dyrygentura, 1938–1939) w Wiedeńskiej Akademii Muzycznej. Później spędził parę miesięcy w Paryżu i Londynie, gdzie studiował prywatnie i skomponował swoją pierwszą symfonię. W Londynie spotkał się ponownie z Weingartnerem, zmuszonym wcześniej podczas Anschlussu Austrii do opuszczenia kraju. Dyrygent ten namawiał go do pozostania w Anglii z powodu zawieruchy politycznej, jednakże Panufnik zdecydował się na powrót do Polski.

### Okres wojenny
Podczas okupacji Warszawy przez Niemców w czasie II wojny światowej Panufnik zarobkował razem z innym polskim kompozytorem i swoim przyjacielem Witoldem Lutosławskim w duecie fortepianowym, grając w kawiarniach stolicy. W tym czasie koncerty Polaków i inne większe zgromadzenia ludności były zabronione przez okupanta. Pomimo wojny nie zaprzestał komponowania – powstały wtedy pieśni podziemia (m.in. Warszawskie dzieci, ciesząca się dużą popularnością), Uwertura tragiczna. Na czas powstania warszawskiego razem z matką opuścili stolicę, zostawiając w mieszkaniu wszystkie partytury kompozytora. Po powrocie w 1945 okazało się, że jego nuty wprawdzie przetrwały wojnę, ale już nie lokatorów, którzy zajęli mieszkanie i palili nimi w piecu.

### Socrealizm w powojennej Polsce
Po wojnie Panufnik przeniósł się do Krakowa, gdzie zajął się komponowaniem muzyki filmowej dla Wytwórni Filmów Wojskowych. W większości były to filmy propagandowe. Niedługo później został głównym dyrygentem Filharmonii Krakowskiej. Równocześnie starał się zrekonstruować utwory utracone podczas wojny, zaczynając od Uwertury tragicznej, którą jeszcze świeżo miał w pamięci. W dalszej kolejności odtworzył Trio fortepianowe, Polskie pieśni ludowe oraz pierwszą symfonię. Jednakże, problemy, na które natrafił podczas pracy z tą ostatnią, spowodowały, że postanowił skoncentrować się nad nowymi kompozycjami.
W latach 1946–1947 Panufnik był dyrektorem odradzającej się po wojnie Filharmonii Warszawskiej. Jednakże z powodu biurokratycznych problemów w zapewnieniu muzykom odpowiednich warunków (np. mieszkaniowych) w proteście zrezygnował. Równocześnie często koncertował, także za granicą, prowadząc m.in. Filharmoników Berlińskich.
W tym czasie powstał także Krąg kwintowy na fortepian (opublikowany jako Dwanaście miniatur), Nokturn na orkiestrę (zainspirowany nocnym niebem Londynu i rzeką Tamizą) oraz Sinfonia Rustica, której – pamiętając o wcześniejszych utraconych dwóch utworach – nie chciał nazwać nr 3.
Panufnik został wiceprezesem nowo powstałego Związku Kompozytorów Polskich (ZKP), co dało mu możliwość spotkania z takimi kompozytorami jak Zoltán Kodály, Benjamin Frankel czy Alan Bush. Jednak z powodu politycznego charakteru tego stanowiska, miał poczucie uwikłania. Ponadto, nowa, komunistyczna władza coraz silniej ingerowała w wyznaczanie kierunków i granic sztuki. Podstawową i jedyną metodą dozwolonej twórczości artystycznej był wówczas socrealizm. Panufnik nie był członkiem partii i z władzą się nie identyfikował, więc zwrócił się do historycznej muzyki polskiej. Na podstawie tego materiału powstała wtedy Suita staropolska na orkiestrę smyczkową (1950).
Początkowo krytyka jego kompozycji, jako zbyt formalistycznych i nieprzystających do socrealizmu, odnosiła się do Nokturnu. Później także jego Sinfonia Rustica została zakazana, choć gremium, które o tym zadecydowało, wcześniej nagrodziło ten utwór w Konkursie kompozytorskim im. Fryderyka Chopina w Warszawie. Równocześnie Panufnik zdobywał coraz większe uznanie za granicą, za co komunistyczne władze uhonorowały go odznaczeniami państwowymi.
W 1950 Panufnik był członkiem polskiej delegacji w Związku Radzieckim, która miała poznać radzieckie metody dydaktyczne. Podczas tej wizyty spotkał się on m.in. z Dmitrijem Szostakowiczem i Aramem Chaczaturianem. Podczas jednej z rozmów z pomniejszymi kompozytorami naciskano na Panufnika, aby zdradził nad czym pracuje, wtedy niezobowiązująco wspomniał o pomyśle napisania Symfonii pokoju. Po powrocie kompozytor został przeniesiony w spokojne otoczenie, aby napisać swój utwór. Powstała wtedy trzyczęściowa symfonia zakończona słowami poety, a zarazem jego przyjaciela Jarosława Iwaszkiewicza. Koncepcja pokoju przyjęta przez Panufnika raczej nie była zgodna z oczekiwaniami władz i spotkała się z ich chłodną reakcją.
Podczas pisania Symfonii pokoju poznał Irlandkę Marie Elizabeth O’Mahoney (zwaną również Scarlett ze względu na podobieństwo – zarówno charakteru, jak i wyglądu – do Scarlett O’Hary z powieści Margaret Mitchell Przeminęło z wiatrem). Pomimo tego, że spędzała właśnie miesiąc miodowy ze swoim trzecim mężem, bardzo wówczas popularnym pisarzem Adolfem Rudnickim, rozpoczęła romans z Panufnikiem. Wkrótce okazało się, że jest chora na epilepsję. Mówiło się też, że była związana z brytyjskim wywiadem. Mimo przeciwności, pobrali się w 1951, a niedługo później urodziła się im córka Oonagh. Odtąd kompozytor musiał utrzymać rodzinę, co skłoniło go do komponowania muzyki filmowej. W jednym z filmów wykorzystał ponownie polską muzykę dawną, a następnie użył stworzony tam materiał w utworze Concerto in modo antico.
W 1952 Panufnik skomponował Uwerturę heroiczną opartą na pomyśle z 1939, zainspirowany zmaganiem Polski z nazistowskim najazdem. Nie zdradzając jego znaczenia, zgłosił swój utwór w 1952 do przedolimpijskiego konkursu muzycznego w Helsinkach, który wygrał. Równocześnie, w kraju utwór oceniono jako zbyt formalistyczny. 
Wiosną 1953 wyjechał z zespołem „Mazowsze” do Chin. Podczas pobytu w Chinach dowiedział się, że jego córka Oonagh utopiła się w czasie ataku padaczki kąpiącej ją żony. Jakiś czas po powrocie do Warszawy poproszono go o napisanie listu adresowanego do zachodnich muzyków, aby skłonić ich do poparcia polskiego ruchu pokoju. Panufnik odebrał to jako nawoływanie do szpiegowania dla Moskwy, co przepełniło czarę goryczy. W 1954 Panufnik nie był już w stanie pogodzić swego przywiązania do ojczyzny z pogardą dla muzycznej i ideologicznej polityki rządu. Postanowił wyemigrować do Wielkiej Brytanii, buntując się przeciw warunkom, w jakich polscy kompozytorzy musieli pracować. Żona Panufnika, której ojciec żył w Wielkiej Brytanii, łatwo uzyskała zgodę na wyjazd do Londynu i poprosiła polskich przyjaciół na emigracji o pomoc w przygotowaniu ucieczki męża. Panufnik wykorzystał wyjazd do Szwajcarii w roli dyrygenta. Pomimo stałej obserwacji przez polskie służby udało mu się pod osłoną nocy dojechać do lotniska w Zurychu. Taką wersję kompozytor podał po latach w swojej autobiografii, wyraźnie różną od materiałów MSW. Na wiele innych rozbieżności pomiędzy jego wspomnieniami z lat spędzonych w powojennej Polsce, a faktami wskazuje Magdalena Grochowska, dając wyraźnie do zrozumienia, iż Panufnik wybielał swoją przeszłość chcąc zasłużyć na miano ofiary komunizmu. Z takimi zarzutami polemizuje Jakub Ekier. Frances Saunders w swojej książce The Cultural Cold War: The CIA and the World of Arts and Letter przywołuje informację, że emigracja Panufnika została wsparta rocznym, niezobowiązującym stypendium w wysokości 2.000 dolarów amerykańskich przez Michaela Josselsona, organizatora Kongresu Wolności Kultury i agenta CIA. 

### Emigracja
Po przylocie do Londynu Panufnik uzyskał azyl polityczny, wywołując tym międzynarodowe napięcia. Polski rząd uznał go za zdrajcę i w efekcie zakazał publikacji i wykonywania wszystkich jego dzieł oraz wymieniania nazwiska kompozytora w środkach masowego przekazu. Pomimo że przed opuszczeniem kraju środowisko muzyczne i władze komunistyczne uznawały Panufnika za jednego z najwybitniejszych kompozytorów i dyrygentów, po wyjeździe był on persona non grata aż do 1977.
Panufnik przybył do Wielkiej Brytanii właściwie bez środków do życia i początkowo utrzymywał się z okazjonalnych występów dyrygenckich. Nieoceniona okazała się pomoc zaprzyjaźnionych kompozytorów jak Ralph Vaughan Williams czy Arthur Benjamin. Panufnik był niezwykle wzruszony ich zawodową solidarnością. Jego przyjaciel, pianista Witold Małcużyński, pomógł mu znaleźć finansowy patronat. W życiu prywatnym nie układało się najlepiej – żona oczekiwała życia towarzyskiego i rozrywek, natomiast Panufnik potrzebował spokoju, aby móc komponować.
Podczas wizyty w USA uczestniczył w wykonaniu swojej Symfonii pokoju dyrygowanej przez Leopolda Stokowskiego. To wydarzenie skłoniło Panufnika do przekomponowania utworu napisanego, w ocenie autora, pod przymusem. Odrzucił m.in. części chóralne i zmienił tytuł na Sinfonia elegiaca. Wykonanie zmienionego utworu pod dyrekcją Leopolda Stokowskiego okazało się sukcesem.
W latach 1957–1959 jego sytuacja finansowa uległa poprawie, gdyż został głównym dyrygentem Orkiestry Symfonicznej w Birmingham. Jednakże przygotowanie i poprowadzenie pięćdziesięciu koncertów rocznie utrudniało znacząco działalność kompozytorską.
W 1957 Panufnik zakochał się w Winsome Ward. Rok później zdiagnozowano u niej chorobę nowotworową pogrążając ponownie kompozytora w rozpaczy. Powstały wtedy utwory: Koncert fortepianowy i Sinfonia sacra. W tym czasie poznał dwudziestoletnią Camillę Jessel i zatrudnił ją do prowadzenia korespondencji. Nowa asystentka zajęła się korespondencją kompozytora, dzięki czemu mógł poświęcić więcej czasu na tworzenie. W 1963 skończył nową wersję Sinfonia sacra i wygrał nią konkurs w Monako na najlepszy utwór orkiestrowy.
Po śmierci Winsome Ward w 1963 Panufnik i Jessel pobrali się w listopadzie tego samego roku. Przeprowadzili się wówczas do domu niedaleko Tamizy w Twickenham (Greater London). Jego prace powstawały na zamówienie takich sław jak Leopold Stokowski (Universal Prayer), Yehudi Menuhin (Koncert skrzypcowy), czy Mstisław Rostropowicz (Koncert wiolonczelowy) oraz orkiestr z Londynu, Bostonu i Monte Carlo. Panufnik nie wrócił do Polski aż do 1990. W 1991 został odznaczony przez królową Elżbietę II tytułem szlacheckim oraz otrzymał tytuł doktora honoris causa Uniwersytetu Muzycznego Fryderyka Chopina w Warszawie.
Zmarł w Twickenham, pochowany na Richmond Cemetery w Londynie.

## Życie prywatne
Ze swoją drugą żoną Camillą miał dwoje dzieci – córkę Roxannę (ur. 24 kwietnia 1968 w Londynie) i syna Jeremy’ego (Jema, ur. 1969). Roxanna, tak jak i ojciec, została kompozytorką. Jeremy natomiast jest didżejem, zajmuje się także animacją. W 2009 powstał polski film dokumentalny Krzysztofa Rzączyńskiego pt. Tata zza żelaznej kurtyny, w którym narratorem jest Jeremy.
Był stryjem artystki Ewy Panufnik-Dworskiej, którą wspierał materialnie po śmierci jej rodziców podczas wojny, także w ramach skromnych możliwości na emigracji w okresie jej studiów we Wrocławiu.

## Twórczość
Część rękopisów i wczesnych kompozycji zaginęła w powstaniu warszawskim w 1944. Część z nich kompozytor zrekonstruował w 1945.
W utworach Panufnika znajdziemy nie tylko układy symetryczne, które są, jak trafnie zauważa Beata Bolesławska-Lewandowska, najistotniejszą cechą jego kompozytorskiego stylu, lecz także formy geometryczne: elipsa, spirala, mandrola. Struktury przejrzyste, uporządkowane, dokładnie rozpisane i zilustrowane wykresami w partyturach.

### Utwory orkiestrowe
- Symfonie
  - Symfonia (1939, zaginiona 1944, zrekonstruowana 1945, następnie zniszczona przez kompozytora)
  - Symfonia (1941, zaginiona 1944)
  - Symfonia nr 1 Sinfonia Rustica (1948, zmieniona 1955)
  - Symfonia nr 2 Sinfonia Elegaica (1957, zmieniona 1966, poprawiona wersja wcześniejszej Symfonii Pokoju)
  - Symfonia nr 3 Sinfonia Sacra (1963)
  - Symfonia nr 4 Sinfonia Concertante, na flet, harfę i małą orkiestrę smyczkową (1973)
  - Symfonia nr 5 Sinfonia di Sfere (1974–1975)
  - Symfonia nr 6 Sinfonia Mistica (1977)
  - Symfonia nr 7 Metasinfonia, na organy solo, kotły i orkiestrę smyczkową (1978)
  - Symfonia nr 8 Sinfonia Votiva (1981, zmieniona 1984)
  - Symfonia nr 9 Sinfonia di Speranza (1986, zmieniona 1990)
  - Symfonia nr 10 (1988, zmieniona 1990)
- Wariacje symfoniczne (1935-1936, zaginione 1944)
- Allegro symfoniczne (1936, zaginione 1944)
- Obrazek symfoniczny (1936, zaginiony 1944)
- Mała uwertura (około 1937, zaginiona 1944)
- Uwertura tragiczna (1942, zaginione 1944, zrekonstruowana 1945, zmieniona 1955)
- Divertimento na smyczki (na podstawie triów Feliksa Janiewicza, 1947, zmienione 1955)
- Kołysanka, na 29 instrumentów smyczkowych i 2 harfy (1947, zmieniona 1955)
- Nokturn (1947, zmieniony 1955)
- Suita staropolska, oparta na XVI i XVII w. polskich dziełach muzycznych (1950, zmieniona 1955)
- Uwertura Bohaterska (1952, zmieniona 1969)
- Rapsodia (1956)
- Polonia, suita orkiestrowa (1959)
- Autumn Music, na orkiestrę kameralną bez skrzypiec (1962, zmieniona 1965)
- Landscape, interludium na orkiestrę smyczkową (1962, poprawione 1965)
- Jagiellonian Triptych, na orkiestrę smyczkową (oparte na wczesnych polskich pracach, 1966)
- Katyń Epitaph (1967, poprawiony 1969)
- Concerto Festivo, bez dyrygenta (1979)
- Concertino, na kotły, perkusję oraz orkiestrę smyczkową (1979-1980)
- Paean, na zespół dęty (1980)
- Arbor Cosmica, 12 ewokacji na 12 instrumentów smyczkowych (lub orkiestrę smyczkową) (1983-1984)
- Harmony, na orkiestrę kameralną (1989)

### Koncerty
- Koncert Gotycki (Concerto in modo antico), na trąbkę solo, dwie harfy, klawesyn i orkiestrę smyczkową (1951, oparty na wcześniejszych pracach, poprawiony 1955)
- Koncert fortepianowy (1962, zmieniony 1970, rekomponowany 1972, pierwsza część Intrada dodana w 1982)
- Hommage à Chopin, na flet i małą orkiestrę smyczkową (1966 aranż utworu wokalnego z 1949)
- Koncert na skrzypce i orkiestrę (1971)
- Koncert fagotowy (1985) dedykowany pamięci ks. Jerzego Popiełuszki (ang. Bassoon Concerto for bassoon and small orchestra (1985))[11]
- Koncert wiolonczelowy (1991)

### Muzyka wokalna
- Psalm, na solistę, chór i orkiestrę (1936, utwór dyplomowy, zaginiony 1944)
- Pięć pieśni ludowych, na sopran lub chór sopranów, 2 flety, 2 klarnety i klarnet basowy (1940, zaginione 1944, zrekonstruowane 1945, anonimowy polski tekst)
- Cztery pieśni podziemnego ruchu oporu, na głos lub głosy unisono i fortepian (1943-44, polski tekst Stanisława Ryszarda Dobrowolskiego)
- Hommage à Chopin, wokaliza na sopran i fortepian, oryginalnie nazwana Suita Polska (1949, poprawiona 1955)
- Symphony of Peace, na chór i orkiestrę (1951, polski tekst Jarosława Iwaszkiewicza)
- Song to the Virgin Mary, na chór a cappella lub sześć głosów solo (1964, zmieniona 1969, anonimowy łaciński tekst)
- Universal Prayer, kantata na 4 głosy solowe, 3 harfy, organy i chór mieszany (1968-69 angielski tekst Alexandra Pope’a)
- Invocation for Peace, kantata na głosy dziecięce, 2 trąbki i 2 puzony (lub instrumenty smyczkowe i dęte drewniane) (1972)
- Winter Solstice, na sopran, baryton, chór, 3 trąbki, 3 puzony, kotły i dzwonki (1972, angielski tekst Camilla Jessel)
- Love Song, na mezzosopran i harfę lub fortepian (1976, istnieje także wersja z orkiestrą smyczkową dodaną w 1991, angielski tekst Sir Philipa Sidneya)
- Dreamscapes, na mezzosopran i fortepian (1977, bez słów)
- Prayer to the Virgin of Skempe (Modlitwa do Matki Boskiej Skępskiej), na głos solowy lub chór unisono i organy (1990, polski tekst Jerzego Peterkiewicza)

### Balety
Muzyka Andrzeja Panufnika była często wykorzystywana do podkładu tanecznego. Dwie partytury baletowe były przygotowane przez samego kompozytora jako adaptacje istniejących utworów.
- Cain and Abel (1968, adaptacja Sinfonia Sacra i Uwertury tragicznej oraz nowy materiał muzyczny)
- Miss Julie (1970, adaptacja Nokturnu, Rapsodii, Autumn Music i Polonia oraz nowy materiał muzyczny)

### Muzyka kameralna
- Suita klasyczna, na kwartet smyczkowy (1933, zaginiona 1944)
- Trio fortepianowe (1934, zaginione 1944, zrekonstruowane 1945, poprawione 1977)
- Quintetto Accademico, na flet, obój, klarnet, waltornię i fagot (1953, zmienione 1956, zagubione, a następnie znalezione w 1994)
- Triangles, na 3 flety i 3 wiolonczele (1972)
- String Quartet No. 1 (1976)
- String Quartet No. 2 Messages (1980)
- Song to the Virgin Mary, na sekstet smyczkowy (1987 opracowanie utworu wokalnego z 1964)
- String Sextet Train of Thoughts (1987)
- String Quartet No. 3 Wycinanki („Paper Cuts”) (1990)

### Muzyka instrumentalna
- Wariacje, na fortepian (1933, zaginione 1944)
- Twelve Miniature Studies, na fortepian, początkowo zatytułowane Krąg kwintowy (1947, zmienione 1955 i 1964)
- Reflections, na fortepian (1968)
- Pentasonata, na fortepian (1984)

### Utwory dla młodych wykonawców
- Two Lyric Pieces (1963)
- Thames Pageant, kantata dla młodych instrumentalistów i śpiewaków (1969, angielski test Camilli Jessel)
- A Procession for Peace (1982-3)

## Ordery i odznaczenia
- Order Sztandaru Pracy I klasy (22 lipca 1949)[12]

## Nagrody
- I nagroda na Konkursie Kompozytorskim im. Karola Szymanowskiego w Krakowie za Nokturn na orkiestrę (1947)
- Nagroda miasta Krakowa za Kołysankę na 29 instrumentów smyczkowych i 2 harfy (1948)
- I nagroda na Konkursie Kompozytorskim im. Fryderyka Chopina w Warszawie za utwór Sinfonia rustica na 8 instrumentów dętych i dwie orkiestry smyczkowe (1948)
- Nagroda Państwowa II stopnia (1951)
- Nagroda Państwowa II stopnia za ilustrację muzyczną do filmu Wit Stwosz (Koncert Gotycki) (1952)[13][14]
- I nagroda na Przedolimpijskim Konkursie Kompozytorskim zorganizowanym z okazji Igrzysk Olimpijskich w Helsinkach za Uwerturę bohaterską na orkiestrę (1952)
- Prix de Composition Musicale Prince Pierre de Monaco za Sinfonia sacra na orkiestrę (1963)
- Prix de Composition Musicale Prince Pierre de Monaco za całokształt twórczości (1983)
- Nagroda Ministra Spraw Zagranicznych Rzeczypospolitej Polskiej za zasługi dla kultury polskiej (1990)

Źródło:.

## Upamiętnienie
- Jego nazwisko widnieje na tablicy upamiętniającej artystów zasłużonych dla kultury polskiej, umieszczonej w 2020 roku na budynku przy ul. Odolańskiej 20 w Warszawie, w którym mieszkał[16].